# Elecciones generales de Puerto Rico de 1960
Se realizaron elecciones generales en Puerto Rico el 8 de noviembre de 1960. Luis Muñoz Marín del Partido Popular Democrático fue reelecto como Gobernador. La participación fue de un 84.6%. Además de ser las últimas en las que el Partido Popular Democrático presentó a Luis Muñoz Marín como candidato a gobernador.

## Contexto
Las elecciones del 1960 se caracterizan por ser las terceras realizadas luego del establecimiento de la Constitución de Puerto Rico de 1952, la cual se caracteriza por la institucionalización del Senado de Puerto Rico con 27 miembros y la Cámara de Representantes de Puerto Rico de 51 miembros, además del sistema de acumulación en la elección de los parlamentarios y de representación a minorías.